# ريشون
ريشون هو وادي يقع على الضفة اليسرى لنهر كونار، في منطقة شيترال العليا في خيبر بختونخوا، باكستان.
تم ذكر ريشون في مذكرات سفر النزاري الإسماعيلي بير سابزالي، والتي يشرح فيها بالتفصيل رحلته إلى آسيا الوسطى بتكليف من الآغا خان الثالث السير سلطان محمد شاه. يصف المرشد سابزالي المجلس الذي عاشه في منطقة ريشون، والذي عُقد تكريماً للإمام الإسماعيلي المعاصر، وكذلك للرجل الفارسي الشهير ناصر خسرو.

## مناخ
تتميز الأحوال الجوية السائدة في المنطقة بمناخ بارد ومعتدل. وقد لوحظ أن مدينة ريشون تشهد كمية أكبر من الأمطار خلال فصل الشتاء مقارنة بأشهر الصيف. يعتبر هذا المناخ Dsb وفقًا لتصنيف مناخ كوبن - جيجر. في ريشون، يبلغ متوسط درجة الحرارة السنوية -1.4 درجة مئوية | 29.4 درجة فهرنهايت. هطول الأمطار هنا حوالي 559 ملم | 22.0 بوصة في السنة.